# Ulica Marszałka Józefa Piłsudskiego w Wieliczce
Ulica Marszałka Józefa Piłsudskiego – ulica w Wieliczce. Jej całkowita długość wynosi ok. 2,2 km.  

## Obiekty
- Szkoła Podstawowa nr 1 im. Kazimierza Wielkiego
- Liceum Ogólnokształcące im. Jana Matejki
- Pętla autobusowa „Wieliczka Miasto” należąca do MPK Kraków
- Technikum PCKZiU
- Cmentarz Komunalny

## Pochodzenie nazwy ulicy
Nazwa ulicy poświęcona jest marszałkowi Józefowi Piłsudskiemu.

## Przebieg
Swój bieg rozpoczyna przy skrzyżowaniu ulic Reformackiej, ul. Brata Alojzego Kosiby i ul. Gabriela Narutowicza. Kończy się jako ślepa ulica obok drogi krajowej nr 94.
Na początku ulicy z prawej strony widać Klasztor franciszkanów-reformatów i kościół Stygmatów św. Franciszka oraz z lewej strony widać Liceum Ogólnokształcące im. Jana Matejki oraz Szkołę Podstawową nr 1 im. Kazimierza Wielkiego. W środku ulicy z lewej strony znajduje się Cmentarz Komunalny. Na końcu ulicy znajduje się pętla autobusowa „Wieliczka Miasto” należąca do MPK Kraków oraz z prawej strony Technikum PCKZiU.

### Komunikacja Miejska
W ciągu ulicy znajdują się następujące przystanki autobusowe należące do MPK Kraków:
- Wieliczka Klasztor, który znajduje się na początku ulicy. Zatrzymują się na nim autobusy o numerach: 204, 301, 244 oraz autobus nocny o numerze 904.

- Wieliczka Cmentarz, który znajduje się na środku ulicy. Zatrzymują się na nim autobusy o numerach: 204, 224, 301, 244 oraz autobus nocny o numerze 904.
- Wieliczka Miasto (pętla), czyli pętla autobusowa, która znajduje się na końcu ulicy. Kończą na niej kursy autobusy o numerach: 204, 224, 244, 304 oraz autobus nocny o numerze 904.